# Rycerz Niepokalanej
Rycerz Niepokalanej (čes. Rytíř Neposkvrněné) je polský katolický mariánsky zaměřený měsíčník vydávaný od roku 1922. Časopis vydávají bratři minorité.

## Historie
Časopis založil o. Maxmilián Kolbe v roce 1922. Podle výpovědi otce Maxmiliána cílem časopisu je "nejen prohloubit a posilnit víru, ukázat pravou askezi i seznámit věřící s křesťanskou mystikou, ale také v duchu Rytířstva Neposkvrněné starat se o obrácení hříšníků".
Do října 1922 byl časopis vydáván v Krakově, později v Grodně a od 1927 v Niepokalanově. Náklad prvního čísla byl 5 000 výtisků, v 1927 roce 70 000 výtisků, v 1933 - 680 000 a v 1939 roce necelých 800 000 výtisků. V době vojenské okupace, v prosinci 1940, sv. Maxmilián vyprosil u německých okupačních úřadů jednorázově vytisknout číslo Rytíře v množství 120 000 výtisků. Krátce nato byl Maxmilián zatčen. V meziválečné době to byl jeden z největších polských časopisů podle počtu výtisků.
Po válce bylo vydávání časopisu obnoveno do roku 1952, kdy časopis zakázali komunisté. Znovuobnovení časopisu nastalo v roce 1981 a je vydáván dodnes. Současný náklad je 80 000 výtisků.

## Mimo Polska
Po beaifikaci o. Maxmiliána v 1971 roce, polští minorité začali v Santa Severa nedaleko Říma vydávat Rycerza Niepokalanej pro Poláky v emigraci. Tato verze se vydává pravidelně dodnes i přes to, že v 1981 došlo k obnovení činnosti v Niepokalanově.
Existuje také japonská verze Rycerza, "Seibo no Kishi", založená v Nagasaki v 1930 roce díky snahám o. Maxmiliána a jeho spolupracovníků. Jde o první japonský katolický časopis.
V České republice na ideje Rycerza navazuje časopis Immaculata vydávaný českými minority v Brně od roku 1992.